# Plusia festucella
Plusia festucella là một loài bướm đêm trong họ Noctuidae.